# Хоулт (Мичиген)
Холт (енгл. Holt) насељено је место без административног статуса у америчкој савезној држави Мичиген.

## Демографија
По попису из 2010. године број становника је 23.973, што је 12.658 (111,9%) становника више него 2000. године.
| Група             | 2000.          | 2010.          |
| Белци             | 10.245 (90,5%) | 19.918 (83,1%) |
| Афроамериканци    | 275 (2,4%)     | 1.340 (5,6%)   |
| Азијати           | 117 (1,0%)     | 743 (3,1%)     |
| Хиспаноамериканци | 411 (3,6%)     | 1.290 (5,4%)   |
| Укупно            | 11.315         | 23.973         |